# Ross Barkley
Ross Barkley (Liverpool, 5 dicembre 1993) è un calciatore inglese, centrocampista dell'Aston Villa.

## Biografia
È nato a Liverpool, da padre nigeriano e madre inglese.

## Caratteristiche
È un centrocampista polivalente, sebbene la sua posizione principale sia quella di trequartista. È ambidestro e dotato di una pregevole tecnica individuale; eccelle inoltre nel dribbling e nel tiro dalla lunga distanza.
Nel 2012 è stato inserito nella lista dei migliori calciatori nati dopo il 1991 stilata da Don Balón.

## Carriera

### Club

#### Gli inizi, Everton
Calcisticamente cresciuto nel settore giovanile dell'Everton, ha iniziato la sua carriera da professionista nel 2010, venendo aggregato in prima squadra durante la stagione 2010-2011 dal tecnico David Moyes, ma il suo debutto in Premier League salta a causa di un infortunio alla gamba nell'ottobre del 2010. Fa il suo esordio in prima squadra il 20 agosto 2011, nella partita persa per 0-1 contro il QPR a Goodison Park.
Dopo due prestiti semestrali a Sheffield Weds e Leeds Utd, fa ritorno all'Everton per la stagione 2013-2014. Il 17 agosto 2013 segna la sua prima rete con la maglia dei Toffees, nel pareggio per 2-2 sul campo del Norwich City.

#### Chelsea e parentesi all'Aston Villa
Il 5 gennaio 2018, pochi giorni dopo la ripresa dall'infortunio al legamento crociato che lo aveva costretto a saltare la prima parte dell'annata 2017-2018, viene ceduto al Chelsea per circa 17 milioni di euro. Il 7 ottobre 2018 mette a segno la sua prima rete con la maglia dei Blues, nella partita di Premier League vinta per 3-0 sul campo del Southampton. Il 29 maggio 2019 vince l'Europa League 2018-2019 in finale contro l'Arsenal (4-1).
Il 30 agosto 2020 viene ceduto in prestito all'Aston Villa.
A fine prestito fa ritorno al Chelsea, in cui milita per una stagione (trovando poco spazio), per poi rescindere il suo contratto con i londinesi il 29 agosto 2022, lasciando definitivamente i Blues con cui ha vinto la Coppa d'Inghilterra, la UEFA Europa League, la Supercoppa UEFA e la Coppa del mondo per club.

#### Nizza e Luton Town
Il 4 settembre 2022 viene ingaggiato dal Nizza a parametro zero. Trova il suo primo gol il 2 gennaio 2023 in trasferta contro il Rennes, sfida persa poi 2-1. Si ripete l’11 gennaio entrando da subentrato siglando una doppietta, la partita terminerà 6-1 per il Nizza. Al termine della stagione non rinnova il contratto con i francesi, rimanendo svincolato.
ll 9 agosto 2023 torna in Premier League, firmando per il Luton Town. Fa il suo debutto il 25 agosto nella sconfitta per 3-0 contro il Chelsea, segna il suo primo gol per il Luton in una sconfitta per 4-3 contro l'Arsenal il 5 dicembre. Chiude la sua esperienza con il Luton Town dopo aver raccolto 37 presenze e segnato 5 reti, lasciando dopo una sola stagione.

#### Ritorno all'Aston Villa
Il 1º luglio 2024 fa ritorno all'Aston Villa.

### Nazionale

#### Nazionali giovanili
La sua prima convocazione in nazionale avviene nel settembre del 2008 con l'Inghilterra U-16. Con l'Under-16 inglese vince nel 2009 il trofeo Montaigu, battendo in finale ai rigori la Germania 2-1.

### Nazionale maggiore
Esordisce con la nazionale inglese il 6 settembre 2013, nella partita vinta per 4-0 contro la Moldavia.
Il 12 maggio 2014 viene inserito nella lista dei convocati per il Campionato mondiale in Brasile; il 14 giugno fa il suo esordio nella competizione, subentrando a Danny Welbeck nella partita persa per 1-2 contro l'Italia.
Viene convocato per gli Europei 2016 in Francia, senza tuttavia mai scendere in campo.

## Statistiche

### Presenze e reti nei club
Statistiche aggiornate al 21 maggio 2025.
| Stagione        | Squadra             | Campionato      | Campionato | Campionato | Coppe nazionali | Coppe nazionali | Coppe nazionali | Coppe continentali | Coppe continentali | Coppe continentali | Altre coppe | Altre coppe | Altre coppe | Totale | Totale |
| Stagione        | Squadra             | Comp            | Pres       | Reti       | Comp            | Pres            | Reti            | Comp               | Pres               | Reti               | Comp        | Pres        | Reti        | Pres   | Reti   |
| --------------- | ------------------- | --------------- | ---------- | ---------- | --------------- | --------------- | --------------- | ------------------ | ------------------ | ------------------ | ----------- | ----------- | ----------- | ------ | ------ |
| 2011-2012       | Everton             | PL              | 13         | 0          | FACup+CdL       | 2+3             | 0+0             | -                  | -                  | -                  | -           | -           | -           | 18     | 0      |
| 2012-gen. 2013  | Sheffield Wednesday | FLC             | 13         | 4          | FACup+CdL       | 0+0             | 0+0             | -                  | -                  | -                  |             | -           | -           | 13     | 4      |
| gen.-giu. 2013  | Leeds United        | FLC             | 4          | 0          | FACup+CdL       | 0+0             | 0+0             | -                  | -                  | -                  | -           | -           | -           | 4      | 0      |
| 2013-2014       | Everton             | PL              | 34         | 6          | FACup+CdL       | 3+1             | 1+0             | -                  | -                  | -                  | -           | -           | -           | 38     | 7      |
| 2014-2015       | Everton             | PL              | 29         | 2          | FACup+CdL       | 2+0             | 0+0             | UEL                | 5                  | 0                  | -           | -           | -           | 36     | 2      |
| 2015-2016       | Everton             | PL              | 38         | 8          | FACup+CdL       | 4+6             | 2+2             | -                  | -                  | -                  | -           | -           | -           | 48     | 12     |
| 2016-2017       | Everton             | PL              | 36         | 5          | FACup+CdL       | 1+2             | 0+1             | -                  | -                  | -                  | -           | -           | -           | 39     | 6      |
| 2017-gen. 2018  | Everton             | PL              | 0          | 0          | FACup+CdL       | 0+0             | 0+0             | UEL                | 0                  | 0                  | -           | -           | -           | 0      | 0      |
| Totale Everton  | Totale Everton      | Totale Everton  | 150        | 21         |                 | 24              | 6               |                    | 5                  | 0                  |             | -           | -           | 179    | 27     |
| gen.-giu. 2018  | Chelsea             | PL              | 2          | 0          | FACup+CdL       | 1+1             | 0+0             | UCL                | 0                  | 0                  | -           | -           | -           | 4      | 0      |
| 2018-2019       | Chelsea             | PL              | 27         | 3          | FACup+CdL       | 3+5             | 0+0             | UEL                | 12                 | 2                  | CS          | 1           | 0           | 47     | 5      |
| 2019-2020       | Chelsea             | PL              | 23         | 1          | FACup+CdL       | 5+2             | 3+2             | UCL                | 3                  | 0                  | SU          | 1           | 0           | 34     | 6      |
| 2020-2021       | Aston Villa         | PL              | 24         | 3          | FACup+CdL       | 0+0             | 0+0             | -                  | -                  | -                  | -           | -           | -           | 24     | 3      |
| 2021-2022       | Chelsea             | PL              | 6          | 1          | FACup+CdL       | 2+3             | 0+0             | UCL                | 3                  | 0                  | SU+CmC      | 0+0         | 0+0         | 14     | 1      |
| lug.-ago. 2022  | Chelsea             | PL              | 0          | 0          | FACup+CdL       | 0               | 0               | UCL                | -                  | -                  | -           | -           | -           | 0      | 0      |
| Totale Chelsea  | Totale Chelsea      | Totale Chelsea  | 58         | 5          |                 | 22              | 5               |                    | 18                 | 2                  |             | 2           | 0           | 100    | 12     |
| set. 2022-2023  | Nizza               | L1              | 27         | 4          | CF              | 1               | 0               | UECL               | -                  | -                  | -           | -           | -           | 28     | 4      |
| 2023-2024       | Luton Town          | PL              | 32         | 5          | FACup+CdL       | 4+1             | 0+0             | -                  | -                  | -                  | -           | -           | -           | 37     | 5      |
| 2024-2025       | Aston Villa         | PL              | 20         | 3          | FACup+CdL       | 2+1             | 0+0             | UCL                | 6                  | 1                  | -           | -           | -           | 29     | 4      |
| Totale carriera | Totale carriera     | Totale carriera | 328        | 45         |                 | 55              | 11              |                    | 29                 | 3                  |             | 2           | 0           | 414    | 59     |

### Cronologia presenze e reti in nazionale
| Cronologia completa delle presenze e delle reti in nazionale ― Inghilterra | Cronologia completa delle presenze e delle reti in nazionale ― Inghilterra | Cronologia completa delle presenze e delle reti in nazionale ― Inghilterra | Cronologia completa delle presenze e delle reti in nazionale ― Inghilterra | Cronologia completa delle presenze e delle reti in nazionale ― Inghilterra | Cronologia completa delle presenze e delle reti in nazionale ― Inghilterra | Cronologia completa delle presenze e delle reti in nazionale ― Inghilterra | Cronologia completa delle presenze e delle reti in nazionale ― Inghilterra |
| Data                                                                       | Città                                                                      | In casa                                                                    | Risultato                                                                  | Ospiti                                                                     | Competizione                                                               | Reti                                                                       | Note                                                                       |
| -------------------------------------------------------------------------- | -------------------------------------------------------------------------- | -------------------------------------------------------------------------- | -------------------------------------------------------------------------- | -------------------------------------------------------------------------- | -------------------------------------------------------------------------- | -------------------------------------------------------------------------- | -------------------------------------------------------------------------- |
| 6-9-2013                                                                   | Londra                                                                     | Inghilterra                                                                | 4 – 0                                                                      | Moldavia                                                                   | Qual. Mondiali 2014                                                        | -                                                                          | 59’                                                                        |
| 15-11-2013                                                                 | Londra                                                                     | Inghilterra                                                                | 0 – 2                                                                      | Cile                                                                       | Amichevole                                                                 | -                                                                          | 77’                                                                        |
| 19-11-2013                                                                 | Londra                                                                     | Inghilterra                                                                | 0 – 1                                                                      | Germania                                                                   | Amichevole                                                                 | -                                                                          | 71’                                                                        |
| 30-5-2014                                                                  | Londra                                                                     | Inghilterra                                                                | 3 – 0                                                                      | Perù                                                                       | Amichevole                                                                 | -                                                                          | 82’                                                                        |
| 4-6-2014                                                                   | Miami Gardens                                                              | Ecuador                                                                    | 2 – 2                                                                      | Inghilterra                                                                | Amichevole                                                                 | -                                                                          | 84’                                                                        |
| 7-6-2014                                                                   | Miami Gardens                                                              | Inghilterra                                                                | 0 – 0                                                                      | Honduras                                                                   | Amichevole                                                                 | -                                                                          | 46’                                                                        |
| 14-6-2014                                                                  | Manaus                                                                     | Inghilterra                                                                | 1 – 2                                                                      | Italia                                                                     | Mondiali 2014 - 1º turno                                                   | -                                                                          | 61’                                                                        |
| 19-6-2014                                                                  | San Paolo                                                                  | Uruguay                                                                    | 2 – 1                                                                      | Inghilterra                                                                | Mondiali 2014 - 1º turno                                                   | -                                                                          | 64’                                                                        |
| 24-6-2014                                                                  | Belo Horizonte                                                             | Costa Rica                                                                 | 0 – 0                                                                      | Inghilterra                                                                | Mondiali 2014 - 1º turno                                                   | -                                                                          | 53’                                                                        |
| 18-11-2014                                                                 | Glasgow                                                                    | Scozia                                                                     | 1 – 3                                                                      | Inghilterra                                                                | Amichevole                                                                 | -                                                                          | 87’                                                                        |
| 27-3-2015                                                                  | Londra                                                                     | Inghilterra                                                                | 4 – 0                                                                      | Lituania                                                                   | Qual. Euro 2016                                                            | -                                                                          | 71’                                                                        |
| 31-3-2015                                                                  | Torino                                                                     | Italia                                                                     | 1 – 1                                                                      | Inghilterra                                                                | Amichevole                                                                 | -                                                                          | 55’                                                                        |
| 7-6-2015                                                                   | Dublino                                                                    | Irlanda                                                                    | 0 – 0                                                                      | Inghilterra                                                                | Amichevole                                                                 | -                                                                          | 66’                                                                        |
| 5-9-2015                                                                   | Serravalle                                                                 | San Marino                                                                 | 0 – 6                                                                      | Inghilterra                                                                | Qual. Euro 2016                                                            | 1                                                                          |                                                                            |
| 8-9-2015                                                                   | Londra                                                                     | Inghilterra                                                                | 2 – 0                                                                      | Svizzera                                                                   | Qual. Euro 2016                                                            | -                                                                          | 3’                                                                         |
| 9-10-2015                                                                  | Londra                                                                     | Inghilterra                                                                | 2 – 0                                                                      | Estonia                                                                    | Qual. Euro 2016                                                            | -                                                                          | 88’                                                                        |
| 12-10-2015                                                                 | Vilnius                                                                    | Lituania                                                                   | 0 – 3                                                                      | Inghilterra                                                                | Qual. Euro 2016                                                            | 1                                                                          | 73’                                                                        |
| 13-11-2015                                                                 | Alicante                                                                   | Spagna                                                                     | 2 – 0                                                                      | Inghilterra                                                                | Amichevole                                                                 | -                                                                          | 73’                                                                        |
| 17-11-2015                                                                 | Londra                                                                     | Inghilterra                                                                | 2 – 0                                                                      | Francia                                                                    | Amichevole                                                                 | -                                                                          | 79’                                                                        |
| 26-3-2016                                                                  | Berlino                                                                    | Germania                                                                   | 2 – 3                                                                      | Inghilterra                                                                | Amichevole                                                                 | -                                                                          | 71’                                                                        |
| 29-3-2016                                                                  | Londra                                                                     | Inghilterra                                                                | 1 – 2                                                                      | Paesi Bassi                                                                | Amichevole                                                                 | -                                                                          |                                                                            |
| 27-5-2016                                                                  | Sunderland                                                                 | Inghilterra                                                                | 2 – 1                                                                      | Australia                                                                  | Amichevole                                                                 | -                                                                          | 63’                                                                        |
| 12-10-2018                                                                 | Fiume                                                                      | Croazia                                                                    | 0 – 0                                                                      | Inghilterra                                                                | UEFA Nations League 2018-2019 - 1º turno                                   | -                                                                          |                                                                            |
| 15-10-2018                                                                 | Siviglia                                                                   | Spagna                                                                     | 2 – 3                                                                      | Inghilterra                                                                | UEFA Nations League 2018-2019 - 1º turno                                   | -                                                                          | 85’                                                                        |
| 18-11-2018                                                                 | Londra                                                                     | Inghilterra                                                                | 2 – 1                                                                      | Croazia                                                                    | UEFA Nations League 2018-2019 - 1º turno                                   | -                                                                          | 26’ 63’                                                                    |
| 22-3-2019                                                                  | Londra                                                                     | Inghilterra                                                                | 5 – 0                                                                      | Rep. Ceca                                                                  | Qual. Euro 2020                                                            | -                                                                          | 17’                                                                        |
| 25-3-2019                                                                  | Podgorica                                                                  | Montenegro                                                                 | 1 – 5                                                                      | Inghilterra                                                                | Qual. Euro 2020                                                            | 2                                                                          | 52’ 82’                                                                    |
| 6-6-2019                                                                   | Guimarães                                                                  | Paesi Bassi                                                                | 3 – 1 dts                                                                  | Inghilterra                                                                | UEFA Nations League 2018-2019 - Semifinale                                 | -                                                                          |                                                                            |
| 9-6-2019                                                                   | Guimarães                                                                  | Svizzera                                                                   | 0 – 0 dts (5 – 6 dtr)                                                      | Inghilterra                                                                | UEFA Nations League 2018-2019 - Finale 3º posto                            | -                                                                          | 106’                                                                       |
| 7-9-2019                                                                   | Londra                                                                     | Inghilterra                                                                | 4 – 0                                                                      | Bulgaria                                                                   | Qual. Euro 2020                                                            | -                                                                          |                                                                            |
| 10-9-2019                                                                  | Southampton                                                                | Inghilterra                                                                | 5 – 3                                                                      | Kosovo                                                                     | Qual. Euro 2020                                                            | -                                                                          | 83’                                                                        |
| 11-10-2019                                                                 | Praga                                                                      | Rep. Ceca                                                                  | 2 – 1                                                                      | Inghilterra                                                                | Qual. Euro 2020                                                            | -                                                                          | 72’                                                                        |
| 14-10-2019                                                                 | Sofia                                                                      | Bulgaria                                                                   | 0 – 6                                                                      | Inghilterra                                                                | Qual. Euro 2020                                                            | 2                                                                          | 72’                                                                        |
| Totale                                                                     |                                                                            | Presenze                                                                   | 33                                                                         |                                                                            | Reti                                                                       | 6                                                                          |                                                                            |

## Palmarès

### Club

#### Competizioni nazionali
- Coppa d'Inghilterra: 1

Chelsea: 2017-2018

#### Competizioni internazionali
- UEFA Europa League: 1

Chelsea: 2018-2019
- Coppa del mondo per club: 1

Chelsea: 2021

### Nazionale
- Campionato d'Europa Under-17: 1

Liechtenstein 2010